# Fredi Bobic
Fredi Bobic (slowenisch Fredi Bobič, kroatisch Fredi Bobić; * 30. Oktober 1971 in Maribor, SR Slowenien, SFR Jugoslawien) ist ein deutscher Fußballmanager und ehemaliger Fußballspieler. Seine erfolgreichste Zeit als Spieler hatte er beim VfB Stuttgart, für den er von 1994 bis 1999 aktiv war und mit dem er 1997 den DFB-Pokal gewann. Für die deutsche A-Nationalmannschaft lief der Stürmer 37-mal auf und wurde mit ihr 1996 Europameister.
Nach seiner Spielerkarriere war Bobic von 2010 bis 2014 Sportdirektor des VfB Stuttgart, von April 2013 bis September 2014 zudem Vorstand Sport. Ab Juni 2016 war er auf dieser Position bei Eintracht Frankfurt tätig, ehe er von Juni 2021 bis Januar 2023 Sport-Geschäftsführer bei Hertha BSC war. Im April 2025 wurde er Head of Football beim polnischen Erstligisten Legia Warschau.

## Kindheit und Jugend
Fredi Bobic hat einen slowenischen Vater und eine kroatische Mutter. Seine Eltern wanderten kurz nach seiner Geburt in die Bundesrepublik Deutschland aus, wo er in Stuttgart-Bad Cannstatt im Stadtteil Hallschlag aufwuchs. 1979 begann er in der Jugend des VfR Bad Cannstatt mit dem Fußballspielen, von dem aus er 1980 zur Jugend des VfB Stuttgart wechselte. Nach sechs Jahren verließ er den VfB in Richtung des Konkurrenten Stuttgarter Kickers, mit dessen A-Jugend er 1990 DFB-Pokal-Sieger wurde, was er als seinen größten Erfolg im Jugendbereich bezeichnet. Seine fußballerischen Vorbilder in Kindheit und Jugend waren Hansi Müller und Marco van Basten.

## Spielerkarriere

### Vereinsfußball
Bobic begann seine Karriere bei den TSF Ditzingen. In der Saison 1991/92 wurde er mit 19 Toren Torschützenkönig der Oberliga Baden-Württemberg. Daraufhin wechselte er in die 2. Bundesliga zu den Stuttgarter Kickers (1992–1994), für die er in 62 Spielen 26-mal traf.

#### VfB Stuttgart
Im Sommer 1994 wechselte Bobic in die 1. Bundesliga zum VfB Stuttgart, für den er am ersten Spieltag der Saison 1994/95 im Spiel gegen den Hamburger SV debütierte. Nach seiner Einwechslung in der 73. Minute erzielte Bobic in der letzten Minute den 2:1-Siegtreffer für den VfB. In seinen ersten fünf Bundesligaspielen erzielte er jeweils einen Treffer. Damit begann seine Profikarriere, die ihren Höhepunkt wohl zu Zeiten des „Magischen Dreiecks“ mit Krassimir Balakow und Giovane Élber beim VfB Stuttgart hatte. Dieses Trio sorgte Mitte der 1990er Jahre für Aufsehen in der Bundesliga. 1997 gewann Bobic mit dem VfB Stuttgart den DFB-Pokal.

#### Borussia Dortmund
1999 wechselte er zu Borussia Dortmund, wo er in den ersten beiden Spielzeiten in 53 Spielen 17 Tore erzielte. In der Hinrunde der Saison 2001/02 kam Bobic nur drei Mal zum Einsatz, da Trainer Matthias Sammer statt auf ihn auf die Stürmer Márcio Amoroso, Jan Koller und Ewerthon setzte.
Bobic unterbrach deswegen seine Bundesligakarriere für ein kurzes Gastspiel in der englischen Premier League. Er wurde für die Rückrunde an die Bolton Wanderers ausgeliehen, für die er in 16 Partien vier Tore schoss.

#### Hannover 96 und Hertha BSC
Wenige Stunden vor Schluss des Transferzeitraums im Sommer 2002 wechselte Bobic von Borussia Dortmund zu Bundesliga-Aufsteiger Hannover 96. Mit 14 Saisontoren hatte er entscheidenden Anteil am Klassenerhalt des Vereins und wurde zur Belohnung seiner starken Leistungen von Teamchef Rudi Völler nach vierjähriger Abwesenheit wieder ins Nationalteam berufen.
Nach der Saison 2002/03 wechselte Bobic zu Hertha BSC, wo er jedoch nicht an seine Leistungen aus der Vorsaison anknüpfen konnte.

#### Karriereende
Nach seinem Engagement in Berlin war er mehrere Monate vertragslos. Ab dem 25. Januar 2006 spielte er für den kroatischen Verein HNK Rijeka und beendete im Sommer nach Saisonende seine aktive Karriere. Im Final-Hinspiel des kroatischen Fußballpokals 2005/06 erzielte Bobic gegen NK Varaždin den Treffer zum 4:0-Endstand, durch den Rijeka trotz der 1:5-Rückspielniederlage aufgrund der Auswärtstorregel den Hrvatski nogometni kup gewann.
Als Vereinsspieler absolvierte er 62 Spiele in der 2. Bundesliga (26 Tore), 285 Spiele in der 1. Bundesliga (108 Tore), 15 Spiele in der englischen Premier League (vier Tore) und acht Spiele in der Prva HNL, der ersten kroatischen Liga (zwei Tore).

### Nationalmannschaft

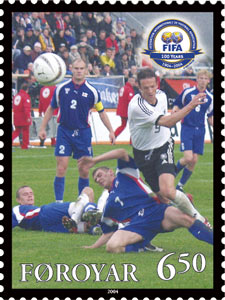
Fredi Bobic als Nationalspieler auf einer Briefmarke der Färöer (Spiel von 2003)

Für die Nationalmannschaft absolvierte er zwischen 1994 und 1998 sowie 2002 und 2004 37 Spiele, in denen er zehn Tore erzielte. Sein erstes Länderspiel absolvierte er am 12. Oktober 1994 in Budapest gegen Ungarn. Er wurde von Bundestrainer Berti Vogts für die Fußball-Europameisterschaft 1996 in England nominiert, bei der er in den Vorrundenspielen gegen Tschechien und Italien sowie im Viertelfinalspiel gegen Kroatien zum Einsatz kam. Bobic spielte unter Vogts 19 Mal im Nationaldress und erzielte zwei Tore, ehe er am 22. Februar 1998 sein vorerst letztes Länderspiel gegen Saudi-Arabien bestritt. Sein Comeback feierte er nach guten Leistungen in der Bundesliga bei Hannover 96 unter Teamchef Rudi Völler in einem Freundschaftsspiel gegen die Niederlande Ende 2002, in dem ihm auch der einzige deutsche Treffer gelang (Endstand: 1:3). Daraufhin wurde er wieder fester Bestandteil des Nationalteams und wichtiger Spieler in der EM-Qualifikation. In den 18 Länderspielen unter Rudi Völler schoss Bobic acht Tore. Bobic nahm mit der Nationalmannschaft an der Europameisterschaft 2004 in Portugal teil, bei der er in den Vorrundenspielen gegen die Niederlande und gegen Lettland eingesetzt wurde, aber keinen Torerfolg verzeichnen konnte. Nach der Europameisterschaft und dem Rücktritt Rudi Völlers wurde Bobic nicht mehr ins Nationalteam berufen, was einerseits mit der Motivation des neuen Bundestrainers Jürgen Klinsmann, junge Spieler ins Nationalteam integrieren zu wollen, andererseits mit schwachen Leistungen bei Hertha BSC zusammenhing. Somit war sein Einsatz gegen Lettland am 19. Juni 2004 sein letzter im Nationaltrikot.
Für den Gewinn der Fußball-Europameisterschaft erhielt er das Silberne Lorbeerblatt.

### Erfolge
Vereinsmannschaften
- DFB-Pokal-Sieger: 1997 mit dem VfB Stuttgart
- Europapokal-der-Pokalsieger-Finalist: 1998 mit dem VfB Stuttgart
- DFL-Ligapokal-Finalist: 1997, 1998 mit dem VfB Stuttgart
- Deutscher Meister: 2001/02 * mit Borussia Dortmund
- UEFA-Pokal-Finalist: 2001/02 * mit Borussia Dortmund[3]
- Kroatischer Pokalsieger: 2006 mit HNK Rijeka

* Bobic war nur in der Hinrunde für Borussia Dortmund aktiv
Nationalmannschaft
- Europameister: 1996

Auszeichnungen
- Torschützenkönig der Bundesliga: 1996
- Torschütze des Monats: Mai 1996
- Mann des Jahres: 2018[4]

## Managerkarriere

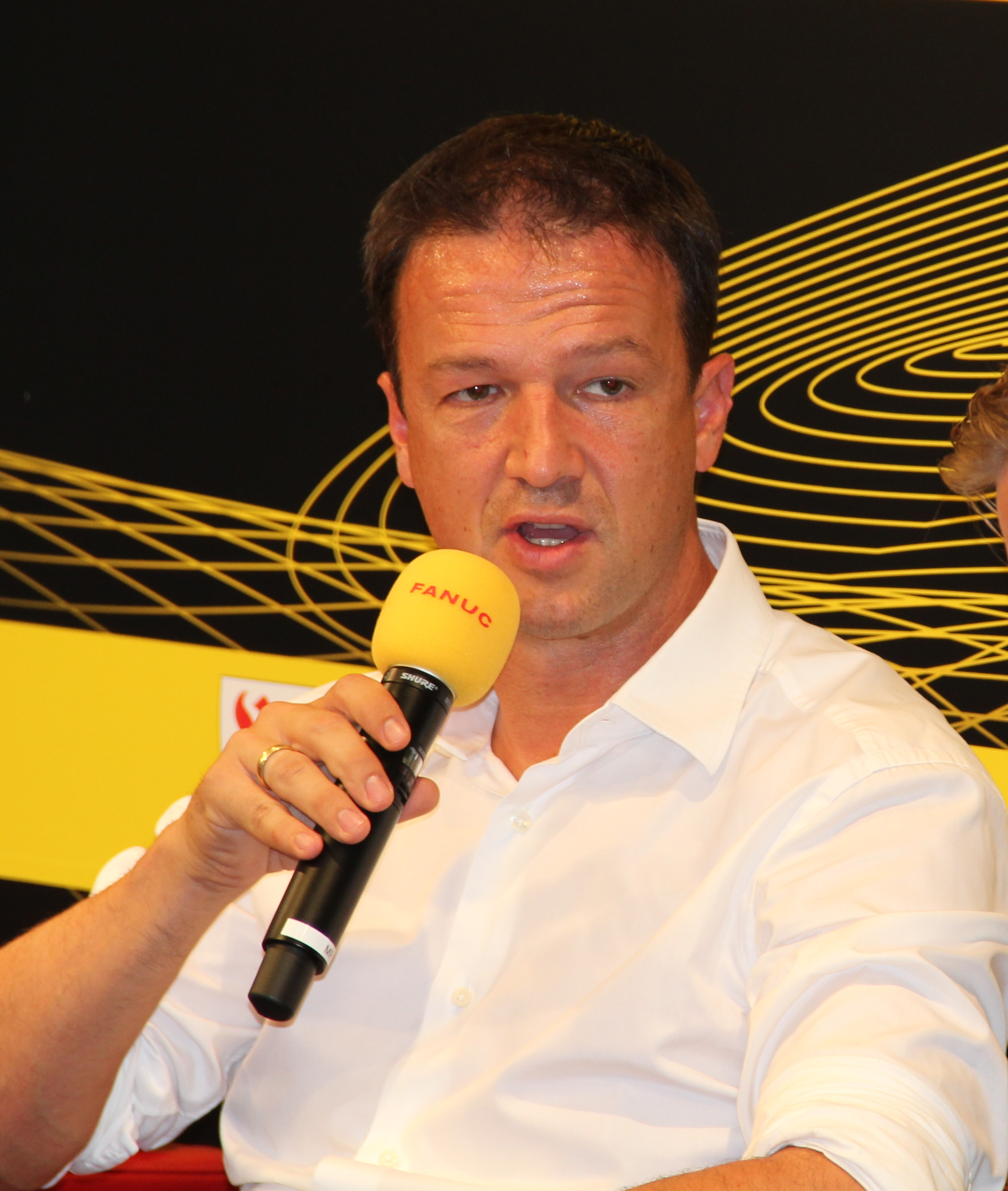
Fredi Bobic (2013)

Zwischen September 2007 und Februar 2009 gehörte Bobic zum Vorstand des Berliner Amateurvereins Club Italia 80. Das Ziel war die Etablierung des Vereins im höherklassigen Fußball, was jedoch misslang.
Von Ende März 2009 bis Juli 2010 war er Geschäftsführer für Sport und Marketing beim bulgarischen Klub FC Tschernomorez Burgas. Ursprünglich hatte sein Vertrag bis Sommer 2014 gegolten, zusammen mit Trainer Krassimir Balakow sollte er den Verein in die nationale Spitze führen.
Am 27. Juli 2010 wurde Bobic Sportdirektor des VfB Stuttgart und bildete zusammen mit seinem Kollegen Jochen Schneider die neue sportliche Leitung des VfB. Er verlängerte im Januar 2012 seinen Vertrag bis Ende Juni 2016. Am 10. April 2013 wurde er mit sofortiger Wirkung als „Vorstand Sport“ in den Vorstand des VfB Stuttgart berufen. Nach dem Rücktritt des Präsidenten Gerd E. Mäuser war Bobics Beförderung in den ansonsten nur aus dem Finanzvorstand Ulrich Ruf bestehenden Vorstand notwendig geworden, um die Handlungsfähigkeit des Gremiums zu erhalten. Am 24. September 2014 trennte sich der VfB Stuttgart von Bobic.
Zum 1. Juni 2016 wurde Bobic als Vorstand Sport bei Eintracht Frankfurt berufen. Der Vertrag galt zunächst für drei Jahre bis 30. Juni 2019. Im August 2018 wurde sein Vertrag vorzeitig um weitere vier Jahre bis zum 30. Juni 2023 verlängert. In Bobics Amtszeit fiel der Gewinn des DFB-Pokals 2018 unter dem Cheftrainer Niko Kovač. Als dieser anschließend zum FC Bayern München wechselte, verpflichtete Bobic Adi Hütter als dessen Nachfolger. Unter Hütter erreichte die Mannschaft 2019 das Halbfinale der Europa League.
Zur Saison 2021/22 wechselte Bobic als Sport-Geschäftsführer zu Hertha BSC. Nach der 0:2-Niederlage am 28. Januar 2023 gegen den Stadtrivalen 1. FC Union Berlin wurde Bobic mit sofortiger Wirkung von seinen Aufgaben entbunden. Hertha BSC kündigte danach außerdem fristlos, da Bobic einem Journalisten Gewalt angedroht haben soll. Bobic klagte dagegen. Das Landgericht Berlin wies die Klage gegen die ordentliche Kündigung im Februar 2024 ab. Stattgegeben hat das Landgericht Berlin der Klage gegen seine fristlose Kündigung. Aufgrund des Urteils hat Bobic Anspruch auf die von Hertha BSC eingestellten Gehaltszahlungen sowie die bislang nicht geleistete Abfindung.
Am 19. April 2025 gab der polnische Erstligist Legia Warschau die Verpflichtung Bobics als Fußballchef bekannt.

## TV-Karriere als Experte
In der Saison 2006/07 arbeitete er beim Bezahlfernsehsender Premiere im Expertenteam. Zudem war Bobic an manchen Bundesligaspieltagen Fußballexperte für den österreichischen Privatsender ATV.
Seit Februar 2024 ist Bobic als Experte beim Streamingdienst DAZN tätig.
2025 ist er TV-Experte während der FIFA-Klub-Weltmeisterschaft für Sat 1 ran.

## Sonstiges
Am 11. Juni 2005 wurde Bobic in Anerkennung seines Engagements für die Stiftung „Hilfe für Helfer“ vom Präsidenten des Deutschen Feuerwehrverbands, Hans-Peter Kröger, zum „Botschafter der Feuerwehren“ ernannt.
2007 hatte er einen Auftritt im Musikvideo Vom selben Stern von Ich + Ich mit den Worten „Wir alle sind aus Sternenstaub“. Bereits 1997 hatte er mit Gerhard Poschner und Marco Haber unter dem Namen Das tragische Dreieck eine Single-CD mit dem Titel Steh auf aufgenommen. Zudem wurde ein Musikvideo gedreht.
Im Jahr 2008 spielte er bei der Serie Torpiraten des Fernsehsenders Nickelodeon mit. Dort war er der Komiteeleiter des Pokals der Champions.

## Privates
Bobic ist verheiratet und hat zwei Töchter. Er ist gelernter Einzelhandelskaufmann; nach seiner Karriere als Profifußballer absolvierte er einen Weiterbildungslehrgang im Bereich Fußballmanagement. Durch die Herkunft seiner Eltern lernte Bobic die serbokroatische Sprache, zudem spricht er neben Deutsch fließend Englisch und etwas Französisch. Neben Fußball interessiert er sich auch sehr für andere Sportarten wie Basketball oder American Football.